# Садовая (Старорусский район)
Садовая — деревня в Старорусском районе Новгородской области России. Входит в состав Новосельского сельского поселения.

## История

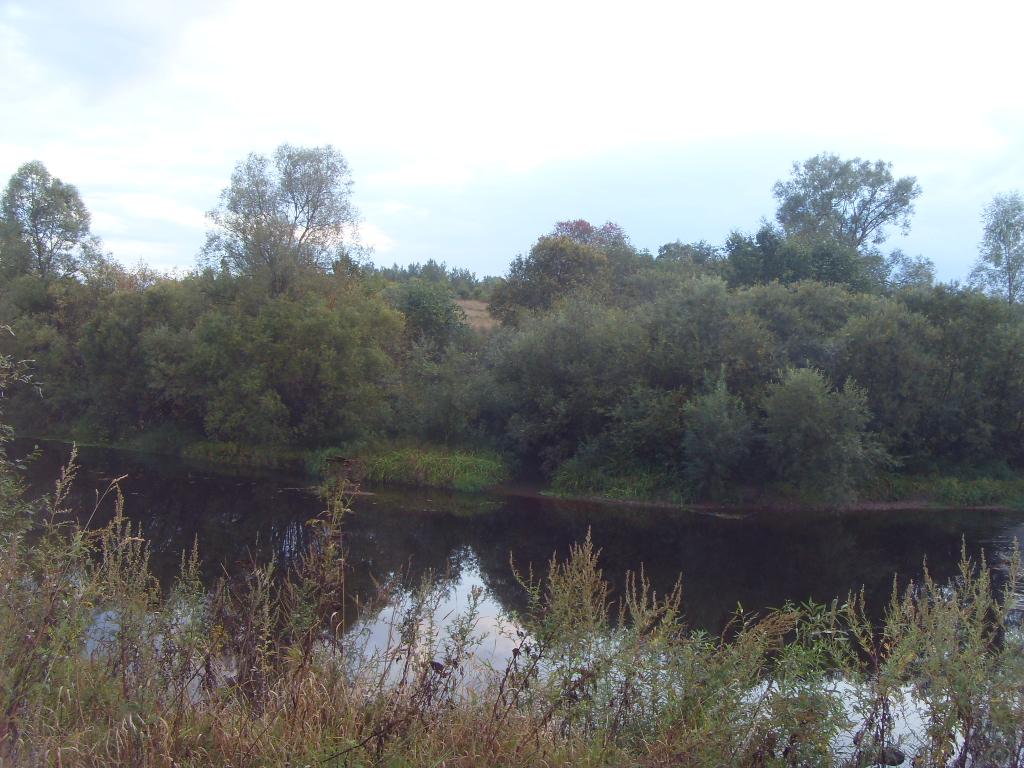
Порусья в Садовой

В 1964 г. Указом Президиума ВС РСФСР деревня Старое Свинухово переименована в Садовую.

## География
Находится у впадения реки Велья в реку Порусья и примыкает к д. Яблоново.

## Население
| 2010 | 2011 |
| ---- | ---- |
| 13   | ↘11  |

## Инфраструктура
Было развита лесозаготовка и переработка древесины

## Транспорт
Выезд через Яблоново на федеральную автодорогу Шимск — Старая Русса — Локня — Великие Луки, имеющая  на территории Новгородской области  номер 49К-15.